# Samuel Brandt

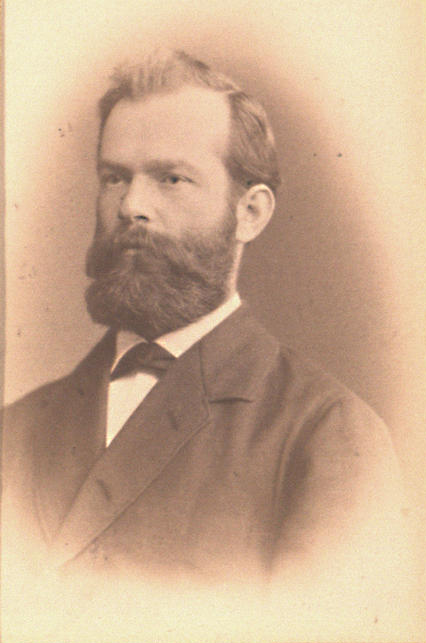
Samuel Brandt

Samuel Brandt (* 1. Mai 1848 in Saarbrücken; † 18. August 1938 in Heidelberg) war ein deutscher Altphilologe. 

## Leben
Samuel Brandt war ein Sohn von Martin Gottlieb Wilhelm Brandt (1818–1894), Mädchenschuldirektor in Saarbrücken, und seiner Frau Mathilde, geb. Neustetel, einer Tochter Regine Jolbergs. Paul Brandt war sein Bruder. 
Er studierte in Heidelberg und Leipzig Philologie und Theologie und wurde in beiden Fächern promoviert. Während seines Studiums wurde er 1868 Mitglied der Schwarzburgbund-Verbindung Tuiskonia Halle. An der Universität Leipzig habilitierte er sich mit der Arbeit De varia quae est apud veteres Romanorum poetas scaenicos. Im selben Jahr zog er nach Heidelberg, wo er am Gymnasium und der Universität lehrte. An der Universität wirkte er als Privatdozent und erster Assistent am philologischen Seminar. 1883 wurde er zum etatmäßigen außerordentlichen Professor ernannt, 1904 zum Honorarprofessor, 1908 zum ordentlichen Honorarprofessor, 1919 trat er in den Ruhestand und beendete somit seine Vorlesungstätigkeit. Er arbeitete zeitweilig mit Georg Laubmann zusammen. Nach den Nürnberger Gesetzen wurde ihm als Nichtarier (seine Großmutter war ursprünglich jüdisch) Ende 1935 die Lehrbefugnis entzogen.
1912 verlieh die badische Regierung Brandt das Ritterkreuz des Ordens Berthold des Ersten.

## Veröffentlichungen
- De varia quae est apud veteres Romanorum poetas scaenicos genetivi singularis pronominum forma ac mensura; B.G. Teubner; 1877
- Ueber die verlorene Partie aus Plautus' Amphitruo; 1879
- Über die dualistischen Zusätze und die Kaiseranreden bei Lactantius
- Eumenius Von Augustodunum Und Die Ihm Zugeschriebenen Reden; 1882
- Verzeichniss der in dem Codex 169 von Orleans vereinigten Fragmente von Handschriften lateinischer Kirchenschriftsteller; 1885
- Der St. Galler Palimpsest der diuinae institutiones des Lactantius; 1885
- Über die Entstehungsverhältnisse der Prosaschriften des Lactantius und des Buches de mortibus persecutorum; 1891
- Eclogae poetarum latinorum in usum gymnasiorum; Teubner, 1898
- Eclogae poetarum latinorum in usum gymnasiorum; 1910